# La Famille Trompette
 (novembre 2015).
Si vous disposez d'ouvrages ou d'articles de référence ou si vous connaissez des sites web de qualité traitant du thème abordé ici, merci de compléter l'article en donnant les références utiles à sa vérifiabilité et en les liant à la section « Notes et références ».
La Famille Trompette (The Large Family) est une série télévisée d'animation franco-britannique basée sur le série de livres de Jill Murphy en 1986. La série a été produite par Coolabi Productions (anciennement Indie Kids), GO-N Productions, Luxanimation (uniquement pour la première saison) et DQ Entertainment, avec la participation de TF1, Playhouse Disney France et CBeebies (deuxième saison).
Au Royaume-Uni, les séries diffusée entre le 15 octobre 2007 et le 10 mars 2010 sur CBeebies.
En France, elle a été diffusée sur TF1 dans l'émission TF! Jeunesse, rediffusée sur Playhouse Disney, puis sur  France 5 dans l'émission Les Zouzous.

## Synopsis
Une sitcom familiale pas ordinaire puisque ses héros, M. et Mme Trompette et leurs quatre enfants : Lester, Luc, Laura et la petite dernière Lucie, sont des éléphants ! Pourtant, leur quotidien ressemble à celui d’une famille moderne. Les enfants vont à l’école, jouent avec leurs copains; la famille part en vacances, fait ses courses au supermarché, les parents travaillent… Ils pourraient être nos voisins.

## Voix originales
- Jeff Rawle : Larry Trompette
- Paula Wilcox : Linda Trompette
- Oliver Bee puis Tyger Drew-Honey : Lester Trompette
- Rosie Day : Laura Trompette
- Thomas Mole : Luke Trompette
- Eve Karpf : Grand-mère Trompette
- Robbie Stevens : Grand-Père Trompette
- Josie Lawrence : Shyna Smart
- Struan Rodger : Seymour Smart
- Theo Smith : Sébastien Smart, Peter Parfait
- Mae Wright : Sarah Smart, Susan Special

## Voix françaises
- Simone Hérault (saison 1) puis Emmanuèle Bondeville (saison 2) : Linda Trompette
- Bruno Magne : Larry Trompette
- Florentin Crouzet (saison 1) puis Antoine Ruchez (saison 2) : Lester Trompette
- Emmylou Homs : Laura Trompette
- Valentin Maupin : Luke Trompette
- Nathalie Homs : Shyna Smart
- Paul Borne : Monsieur Smart
- Léo Caruso : Sébastien Smart
- Coco Noël : Grand-mère Trompette
- Benoît Allemane : Grand-père Trompette

## Saison 1 (2007)
1. C'est pas du gâteau (Flour Power)
2. Des trucs de filles (Girls' Stuff)
3. Sages comme des images (Good as Gold)
4. Une journée de champions (Sports Day)
5. Une mémoire d'éléphant (Elephants Never Forget)
6. Le Fabuleux Débouche Trompette (Sniffles and Snuffles)
7. Le Grand Explorateur (The Great Explorer)
8. Fastoche (Easy Pasy)
9. Vive le camping (Under the Stars)
10. Tout de travers
11. C'est carnaval
12. La Reine du château (Queen of the Castle)
13. Le Mystère de l'éléphant disparu (The Mystery of the Missing Elephant)
14. Tu vas y arriver (You Can Do It)
15. La Pyjama-party de Sébastien (Sebastian's Sleepover)
16. Nettoyage de printemps (Spring Clean)
17. La Chasse au trésor
18. Dites ouistiti (Picture Perfect)
19. À la plage (Six go to the Seaside)
20. L'Éléphant de neige (Baby Chillyà
21. La Cousine de Sébastien (Sebastian's Cousin Sarah)
22. M. Short prend des vacances (Mr Short takes a Holiday)
23. Madame Trompette fait grève (Super Elly)
24. Moi aussi
25. La Grande Course
26. Le Devoir de Lester

## Saison 2 (2010)
1. La Baby-sitter
2. La Soirée disco de maman
3. La Kermesse de l'école
4. Le Vieil Avion de Lester
5. On est mieux chez soi
6. Quand le chat n'est pas là…
7. Coupure générale
8. Théâtre chez les Trompette
9. Vive le recyclage !
10. Le Parc d'attractions
11. Bonne fête, papa !
12. Dinosaurus desastrus
13. Rock star
14. Papa bricole
15. Victime de la mode
16. Maman cordon bleu
17. Le Spectacle de la famille Trompette
18. Filles contre garçons
19. Bon anniversaire, Luke !
20. Chez Papy et Mamie
21. Reine d'un soir
22. Promenons-nous dans les bois
23. Une journée relax
24. Le Noël de monsieur Short
25. La Nouvelle Institutrice
26. Le Petit Cousin